# Kiosque à musique de Louviers
Le kiosque à musique de Louviers, appelé aussi kiosque Ernest -Thorel,  est un kiosque à musique construit vers 1910 à Louviers.
Il est situé près de la place Ernest-Thorel au centre de l'enclos des jardins de l'Hôtel de Ville à proximité du musée, à l'endroit où se situait l'ancien couvent Saint-Louis-Sainte-Élisabeth.

## Historique
Le 10 mars 1895, la municipalité dirigée par Ernest Thorel vote la « création d'un jardin avec kiosque dans la cour de l'hôtel de ville » sur l'emplacement de l'église qui vient d'être abattue.
Il faut attendre août 1908 pour que le projet soit adopté définitivement : les plans sont de l'architecte municipal Toupnot et la réalisation est confiée à l'entreprise Monsnergue de Rouen, spécialiste du béton armé et concessionnaire du système Hennebique pour un montant de 5 680 francs. Il est inauguré le dimanche 9 mai 1909.
Il est inscrit à l'inventaire des monuments historiques par arrêté du 3 juillet 2020.

## Description
Le kiosque adopte la forme classique octogonale d'un kiosque à musique mais son soubassement est élaboré en fausse rocaille et les huit piliers ont la forme d'arbres. Son aspect rustique est entièrement réalisé en béton. Sa toiture est surmontée d'une lyre.